# Tomba dels Relleus

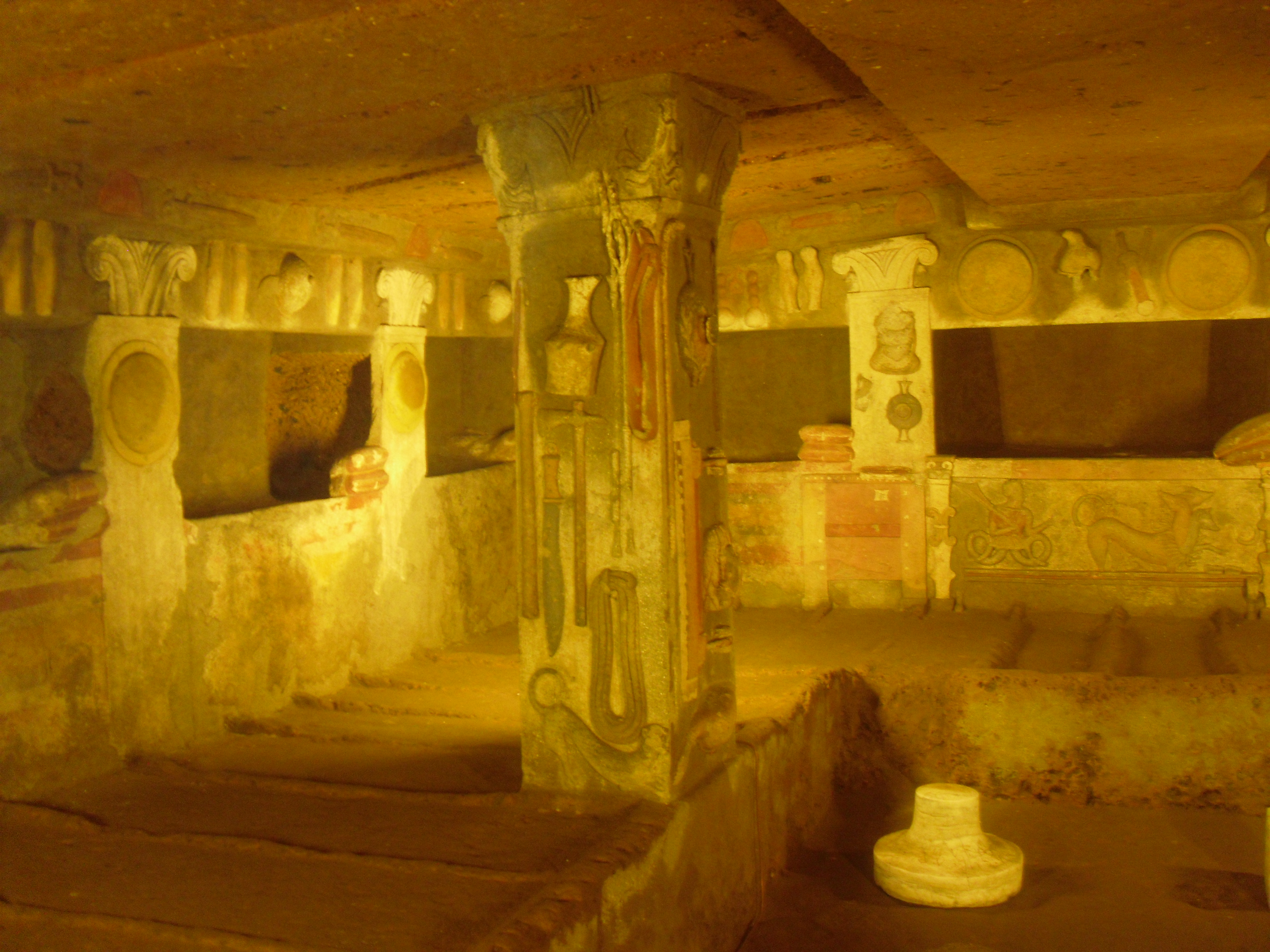
La tomba dels Relleus

La tomba dels Relleus (en italià, Tomba dei Rilievi) és una tomba etrusca de tipus túmul, en hipogeu, que data del segle iv aC, descoberta a la necròpoli de la Banditaccia a Cerveteri.

## Descripció
Com indiquen les inscripcions, la tomba pertanyia a la família dels Matuna. És accessible per un llarg dromos que acaba en un vast vestíbul (una sala a camera, és a dir, en volta i amb una lluerna simulada) de 6,5 m × 7,8 m, el sostre de la qual el sostenen dues columnes amb capitell d'ordre eòlic. Conserva tots els aixovars, els objectes que acompanyaven els difunts, penjats de les parets, i els frescs estan ben conservats.
Consta de 13 nínxols funeraris dobles de color roig i un sortint tallat amb espai suplementari per a 34 cadàvers. Els baixos relleus d'estuc representen objectes: armes, elements de culte o de la vida quotidiana dels etruscs (fona, carro, armer amb ganivets, destral, matxets, tenalles, pinces, bossa de cuir, gaiates de pastor…).